# Мостовка 2-я
Мостовка 2-я — деревня в Шатровском районе Курганской области.

## История
До 1917 года в составе Яутлинской волости Шадринского уезда Пермской губернии. По данным на 1926 год деревня Мостовая состояла из 199 хозяйств. В административном отношении являлась центром Мостовинского сельсовета Шатровского района Тюменского округа Уральской области.

## Население
| 1989 | 2002 | 2010 |
| ---- | ---- | ---- |
| 112  | ↘9   | ↘0   |

По данным переписи 1926 года в деревне проживало 890 человек (397 мужчин и 493 женщины), в том числе: русские составляли 100 % населения.